# Tenis ziemny na Letniej Uniwersjadzie 2017
Tenis ziemny na Letniej Uniwersjadzie 2017 – turniej tenisowy, który był rozgrywany w dniach 21–29 sierpnia 2017 roku podczas uniwersjady w Tajpej. Tenisiści rywalizowali w siedmiu konkurencjach: singlu i deblu mężczyzn oraz kobiet, mikście, a także grze drużynowej. W zawodach wzięło udział 206 zawodników.

## Medaliści
Poczet medalistów zawodów tenisowych podczas Letniej Uniwersjady 2017.
| Konkurencja             | Złoty medal                                                                      | Srebrny medal                                                                                               | Brązowy medal                                                              |
| gra pojedyncza kobiet   | Varatchaya Wongteanchai                                                          | Lee Ya-hsuan                                                                                                | Chang Kai-chen Patcharin Cheapchandej                                      |
| gra pojedyncza mężczyzn | Jason Jung                                                                       | Hong Seong-chan                                                                                             | Roman Safiullin Nuno Borges                                                |
| gra podwójna kobiet     | Chan Yung-jan Chan Hao-ching                                                     | Varatchaya Wongteanchai Varunya Wongteanchai                                                                | Emily Arbuthnott · Olivia Nicholls Japonia · Erina Hayashi · Robu Kajitani |
| gra podwójna mężczyzn   | Riczard Muzajew Asłan Karacew                                                    | Jack Findel-Hawkins Luke Johnson                                                                            | Wong Chun Hun Yeung Pak Long Shintaro Imai Kaito Uesugi                    |
| gra mieszana            | Erina Hayashi Kaito Uesugi                                                       | Ivan Košec Simona Parajová                                                                                  | Chan Yung-jan Hsieh Cheng-peng Logan Staggs Jada Hart                      |
| gra drużynowa kobiet    | Chińskie Tajpej · Chan Hao-ching · Chan Yung-jan · Chang Kai-chen · Lee Ya-hsuan | Tajlandia · Patcharin Cheapchandej · Chompoothip Jundakate · Varatchaya Wongteanchai · Varunya Wongteanchai | Japonia · Erina Hayashi · Haruka Kaji · Robu Kajitani · Risa Ushijima      |
| gra drużynowa mężczyzn  | Chińskie Tajpej · Hsieh Cheng-peng · Jason Jung · Lee Kuan-yi · Peng Hsien-yin   | Japonia · Shintaro Imai · Yuya Ito · Kaito Uesugi                                                           | Rosja · Asłan Karacew · Riczard Muzajew · Roman Safiullin                  |

### Tabela medalowa
Klasyfikacja medalowa zawodów tenisowych podczas Letniej Uniwersjady 2017.
| Miejsce | Państwo           | Złoto | Srebro | Brąz | Razem |
| ------- | ----------------- | ----- | ------ | ---- | ----- |
| 1.      | Chińskie Tajpej   | 4     | 1      | 2    | 7     |
| 2.      | Tajlandia         | 1     | 2      | 1    | 4     |
| 3.      | Japonia           | 1     | 1      | 3    | 5     |
| 4.      | Rosja             | 1     | 0      | 2    | 3     |
| 5.      | Wielka Brytania   | 0     | 1      | 1    | 2     |
| 6.      | Korea Południowa  | 0     | 1      | 0    | 1     |
| 6.      | Słowacja          | 0     | 1      | 0    | 1     |
| 8.      | Hongkong          | 0     | 0      | 1    | 1     |
| 8.      | Portugalia        | 0     | 0      | 1    | 1     |
| 8.      | Stany Zjednoczone | 0     | 0      | 1    | 1     |
|         | Razem             | 7     | 7      | 12   | 26    |